# Roztoky (Rakovník)
Roztoky é uma comuna checa localizada na região da Boêmia Central, distrito de Rakovník.